# Caulokaempferia sirirugsae
Caulokaempferia sirirugsae là một loài thực vật có hoa trong họ Gừng. Loài này được Ngamr. mô tả khoa học đầu tiên năm 2009.